# Scombrini
Tribu
Scombrini est une tribu de poissons de l'ordre des Perciformes et de la famille des Scombridae.

## Liste des genres
- Rastrelliger Jordan et Starks in Jordan et Dickerson, 1908
- Scomber Linnaeus, 1758